# 奥田直恭
奥田 直恭（おくだ なおゆき、明治9年（1876年）3月27日 - 昭和19年（1944年）3月9日）は、明治時代の華族、軍人。信濃須坂藩最後の藩主堀直明の子。子爵、従三位勲四等。妻は佐竹義理の娘の秀子。子に奥田直登（長男）、細川直知（次男、細川一之助養子）。

## 経歴
1876年（明治9年）生まれ。1877年（明治10年）に父の直明が本姓の奥田姓に復姓した。父の死去に伴い、1885年（明治18年）11月9日、子爵を襲爵した。
1899年（明治32年）11月21日陸軍士官学校卒業（11期）。翌年6月22日、陸軍少尉となり、最終階級は陸軍歩兵中佐。

## 栄典
- 1941年（昭和16年）8月15日 - 従二位[3]